# Rezolucja Rady Bezpieczeństwa ONZ nr 1665
Rezolucja Rady Bezpieczeństwa ONZ nr 1665 została uchwalona 29 marca 2006 podczas 5402. posiedzenia Rady.
Najważniejsze postanowienia:
1. Przedłużenie mandatu Panelu Ekspertów powołanego rezolucjami 1591 i 1651 do 29 września 2006.
2. Zobowiązanie Panelu do przedłożenia Radzie wstępnego raportu w ciągu 90 dni od dnia uchwalenia rezolucji oraz ostatecznego raportu w ciągu 30 dni od dnia wygaśnięcia jego mandatu.